# Банда-Ачех

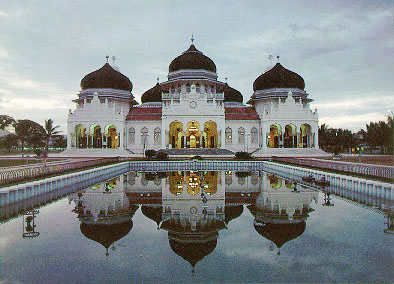
Мечеть Байтуррахман Рая в Банда-Ачех

Банда-Ачех (индон. Kota Banda Aceh, ачех. Kuta Banda Acèh; ранее назывался Кутараджа) — административный центр и самый крупный город в провинции Ачех в Индонезии, на северном побережье острова Суматра.
Численность населения в 2006 году составляла примерно 260 тысяч человек (на 1946 — 11 тысяч, на 1961 — 34 тысячи).
В городе имеются железнодорожная станция и международный аэропорт имени султана Искандара Муда.
До 26 декабря 2004 года Банда-Ачех был сравнительно малоизвестен. Но случившееся в этот день землетрясение в Индийском океане и последовавшее за ним цунами значительно разрушили город, около 130 тысяч человек погибли, десятки тысяч были ранены. В память о событии в городе возведён Ачехский музей цунами.

## Климат
| Показатель              | Янв.  | Фев.  | Март  | Апр.  | Май   | Июнь  | Июль  | Авг.  | Сен.  | Окт.  | Нояб. | Дек.  | Год    |
| ----------------------- | ----- | ----- | ----- | ----- | ----- | ----- | ----- | ----- | ----- | ----- | ----- | ----- | ------ |
| Средняя температура, °C | 27,01 | 26,88 | 27,02 | 27,30 | 27,89 | 27,99 | 27,76 | 27,76 | 27,12 | 26,72 | 26,54 | 26,86 | 27,238 |
| Норма осадков, мм       | 256   | 114   | 117   | 139   | 143   | 84    | 95    | 90    | 161   | 200   | 225   | 321   | 1945   |
| Источник:               |       |       |       |       |       |       |       |       |       |       |       |       |        |

## Города-побратимы
- Самарканд, Узбекистан[4]